# Őrbottyán
Őrbottyán [érboťán] (slovensky Boťany) je město v Maďarsku v župě Pest, spadající pod okres Vác. Vzniklo v roce 1970 spojením dvou obcí Őrszentmiklós a Vácbottyán. Patří do aglomerace měst Gödöllő, Őrbottyán, Veresegyház a obcí Erdőkertes, Szada a Vácrátót. Nachází se asi 15 km severovýchodně od Budapešti. V roce 2015 zde žilo 7 073 obyvatel, z nichž jsou 86,7 % Maďaři, 0,6 % Romové, 0,6 % Němci a 0,3 % Rumuni.
Nejbližším městem je Veresegyház, nejbližšími obcemi Erdőkertes, Váchartyán, Váckisújfalu a Vácrátót.